# Артур Дрюрі
Артур Дрюрі (англ. Arthur Drewry; 3 березня 1881, Грімсбі — 25 березня 1961) — англійський футбольний функціонер, п'ятий президент ФІФА. Обіймав посаду президента з 1955 по 1961 рік. Крім цього, в цей же час був головою Футбольної асоціації Англії, суміщаючи цю посаду з посадою керівника Англійської Футбольної Ліги.
Вже протягом останнього півроку перебування при владі попереднього президента ФІФА Рудольфа Селдрейєрса, у зв'язку з поганим станом здоров'я, Артур Друрі номінально керував організацією, офіційно ж англієць вступив на посаду 9 червня 1956 року. У 1958 році він відкривав 6-й чемпіонат світу у Швеції. Помер у віці 80 років під час перебування на посаді.